# كنوز مقدسة ثلاثة

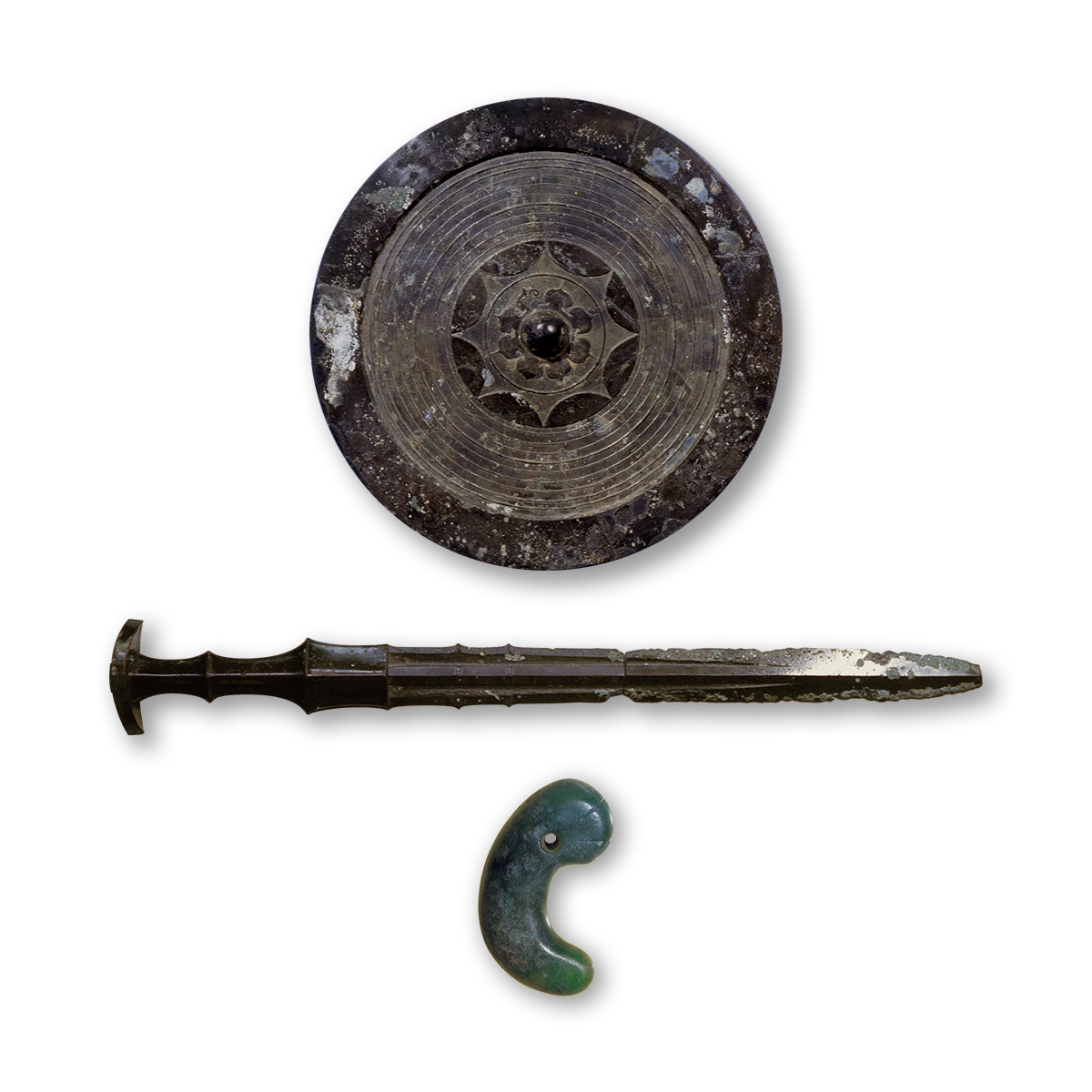
الشعارات الملكية الثلاثة

كنوز مقدسة ثلاثة اتخذت العائلة الإمبراطورية في اليابان منذ القدم ثلاثة رموز إمبراطورية هي سيف، ومرآة، وجوهرة.
وتعرف هذه الرموز بالكنوز المقدسة الثلاثة، تتكون من السيف كوساناجي (草薙劍 Kusanagi no Tsurugi)، و المرآة، ياتا نو كاغامي (咫 鏡 鏡)، و الجوهرة ياساكاني نو ماغاتاما (瓊 勾 玉 玉). وتمثل هذه العلامات الفضائل الأساسية الثلاثة: الشجاعة (السيف)، والحكمة (المرآة)، والخير (الجوهرة).
بسبب الوضع الأسطوري لهذه العناصر، لم يتم تأكيد مواقعها، ولكن يعتقد عادة أن السيف يقع في ضريح أتسوتا أتسوتا جينغو في ناغويا، وتقع الجوهرة في حرم القصر الثلاثي في طوكيو قصر طوكيو الإمبراطوري وتقع المرآة في ضريح إيسه في محافظة ميه.